# نادي القاسم
نادي القاسم الرياضي هو نادي كرة قدم يلعب في دوري نجوم العراق.
تأسس عام 1973 في مدينة القاسم ضمن محافظة بابل.

## الإنجازات والألقاب

### ألقاب محلية
- الدوري العراقي الممتاز:[3]
  - فوز (1): 2018-19